# (8601) Ciconia
(8601) Ciconia (3155 T-2) – planetoida z grupy pasa głównego asteroid okrążająca Słońce w ciągu 5,63 lat w średniej odległości 3,16 au. Odkryta 30 września 1973 roku.